# Мария Божественного Сердца
Мария Божественного Сердца (нем. Maria vom Göttlichen Herzen), мирское имя Мария Анна Йоганна Франциска Терезия Антония Хуберта Дросте цу Вишеринг, нем. Maria Anna Johanna Franziska Theresia Antonia Huberta Droste zu Vischering; 8 сентября 1863, Мюнстер, Германия — 8 июня 1899, Порту, Португалия) — католическая блаженная, монахиня. Римский папа Лев XIII назвал Марию Божественного Сердца «величайшим событием его понтификата».

## Биография
Мария родилась 8 сентября 1863 года в Мюнстере во дворце Эрбдростенгоф в германской аристократической семье. Обучалась в учебных заведениях женских монашеских конгрегаций «Дамы Святейшего Сердца» и «Сёстры Святого Иосифа». После получения образования возвратилась в семейный замок Дарфельд, где проводила затворническую жизнь, занимаясь благотворительной деятельностью среди нуждающихся. В 1888 году в возрасте 25 лет она поступила в монастырь женской монашеской конгрегации «Сёстры Пресвятой Девы Марии Милосердия Доброго Пастыря», где она занималась педагогической деятельностью среди бедных девочек. В 1894 году её перевели в монастырь в Португалию, где она вскоре была назначена помощницей настоятельницы. В этом монастыре она пробыла до своей смерти.
Получив часть наследства, Мария Божественного Сердца потратила его на восстановление старого монастыря, в котором проживала. На эти же средства она построила несколько домов, в котором монахини занимались реабилитацией проституток. Благодаря своей деятельности и заступничеству кардинала Америку Феррейра душ Сантуш Сильва она стала настоятельницей.
В своей духовной жизни Мария Божественного Сердца особо почитала Святейшее Сердце Иисуса. Она неоднократно обращалась к Римскому папе Льву XIII установить в католической церкви культ почитания Святейшего Сердца Иисуса. Благодаря неоднократным просьбам Марии Божественного Сердца Римский папа Лев XIII вскоре после её смерти издал 25 мая 1899 года энциклику «Annum Sacrum», которой установил литургический культ Святейшего Сердца Иисуса в католической церкви,
До своей смерти 8 июня 1899 года Мария Божественного Сердца была парализованной в течение трёх лет.

## Прославление
1 ноября 1975 года римский папа Павел VI причислил Марию Божественного Сердца к лику блаженных. В настоящее время нетленные мощи блаженной Марии Божественного Сердца хранятся в монастыре, где она была настоятельницей, и ежегодно выставляются в день её памяти в часовне Кришту Рей в городе Алмада. День памяти — 8 июня.